# Сомерсет, Вилли
Уиллард Ф. «Вилли» Сомерсет (англ. Willard F. "Willie" Somerset; род. 17 марта 1942 года в Шароне, Пенсильвания, США) — американский профессиональный баскетболист, который играл в Американской баскетбольной ассоциации, отыграв два из девяти сезонов её существования, плюс ещё восемь игр в Национальной баскетбольной ассоциации. Кроме того успел поиграть в EPBL и EBA, став в сезоне 1970/1971 годов чемпионом и самым ценным игроком EBA в составе команды «Скрантон Аполлос».

## Ранние годы
Вилли Сомерсет родился 17 марта 1942 года в городе Шарон (штат Пенсильвания), а учился немного южнее в городе Фаррелл в одноимённой средней школе, в которой играл за местную баскетбольную команду.

## Статистика

### Статистика в НБА
| Сезон                                                                                    | Команда  | Регулярный сезон | Регулярный сезон | Регулярный сезон | Регулярный сезон | Регулярный сезон | Регулярный сезон | Регулярный сезон | Регулярный сезон | Регулярный сезон | Регулярный сезон | Регулярный сезон | Серия плей-офф | Серия плей-офф | Серия плей-офф | Серия плей-офф | Серия плей-офф | Серия плей-офф | Серия плей-офф | Серия плей-офф | Серия плей-офф | Серия плей-офф | Серия плей-офф |
| Сезон                                                                                    | Команда  | GP               | GS               | MPG              | FG%              | 3P%              | FT%              | RPG              | APG              | SPG              | BPG              | PPG              | GP             | GS             | MPG            | FG%            | 3P%            | FT%            | RPG            | APG            | SPG            | BPG            | PPG            |
| ---------------------------------------------------------------------------------------- | -------- | ---------------- | ---------------- | ---------------- | ---------------- | ---------------- | ---------------- | ---------------- | ---------------- | ---------------- | ---------------- | ---------------- | -------------- | -------------- | -------------- | -------------- | -------------- | -------------- | -------------- | -------------- | -------------- | -------------- | -------------- |
| 1965/66                                                                                  | Балтимор | 8                |                  | 12,3             | 41,9             |                  | 81,8             | 1,9              | 1,1              |                  |                  | 5,6              | Не участвовал  | Не участвовал  | Не участвовал  | Не участвовал  | Не участвовал  | Не участвовал  | Не участвовал  | Не участвовал  | Не участвовал  | Не участвовал  | Не участвовал  |
|                                                                                          | Всего    | 8                |                  | 12,3             | 41,9             |                  | 81,8             | 1,9              | 1,1              |                  |                  | 5,6              | Не участвовал  | Не участвовал  | Не участвовал  | Не участвовал  | Не участвовал  | Не участвовал  | Не участвовал  | Не участвовал  | Не участвовал  | Не участвовал  | Не участвовал  |
| Наведите курсор мыши на аббревиатуры в заголовке таблицы, чтобы прочесть их расшифровку. |          |                  |                  |                  |                  |                  |                  |                  |                  |                  |                  |                  |                |                |                |                |                |                |                |                |                |                |                |

### Статистика в NCAA
| Сезон | Команда | Conf  | Class | GP | GS | MPG | FG%  | 3P% | FT%  | RPG | APG | SPG | BPG | PPG  |
| --- | ------- | ----- | ----- | -- | -- | --- | ---- | --- | ---- | --- | --- | --- | --- | ---- |
| 1961/62 | Дюкейн  | Ind   | SO    | 29 |    |     | 42,4 |     | 78,4 | 4,9 |     |     |     | 19,5 |
| 1963/64 | Дюкейн  | Ind   | JR    | 23 |    |     | 47,1 |     | 80,8 | 5,0 |     |     |     | 24,7 |
| 1964/65 | Дюкейн  | Ind   | SR    | 24 |    |     | 47,1 |     | 82,2 | 6,1 |     |     |     | 24,7 |
| Всего | Всего   | Всего | Всего | 76 |    |     | 45,4 |     | 80,6 | 5,3 |     |     |     | 22,7 |
| Наведите курсор мыши на аббревиатуры в заголовке таблицы, чтобы прочесть их расшифровку Статистика приведена с сайта sports-reference.com |         |       |       |    |    |     |      |     |      |     |     |     |     |      |